# أسبلينيوم إثيوبي
إسبيلينيوم إثيوبي  (باللاتينية: Asplenium aethiopicum) هو نوع من السراخس البرية وأحيانًا نوع من النباتات الهوائية يوجد في جنوب أفريقيا وأفريقيا الإستوائية وأمريكا الإستوائية وآسيا وأستراليا.   تم إدراجه على أنه مهدد بالانقراض في فيكتوريا(أستراليا). ويعتبر غريبًا في نيوزيلندا.

## التصنيف
تم نشر (Asplenium aethiopicum) في الأصل تحت اسم Trichomanes aethiopicum بواسطة نيكولاس لوران بورمان في عام 1768. ثم في عام 1935، نقل ألفريد بيتشيرر التصنيف إلى جنس Asplenium وأنشأ الاسم Asplenium aethiopicum. 

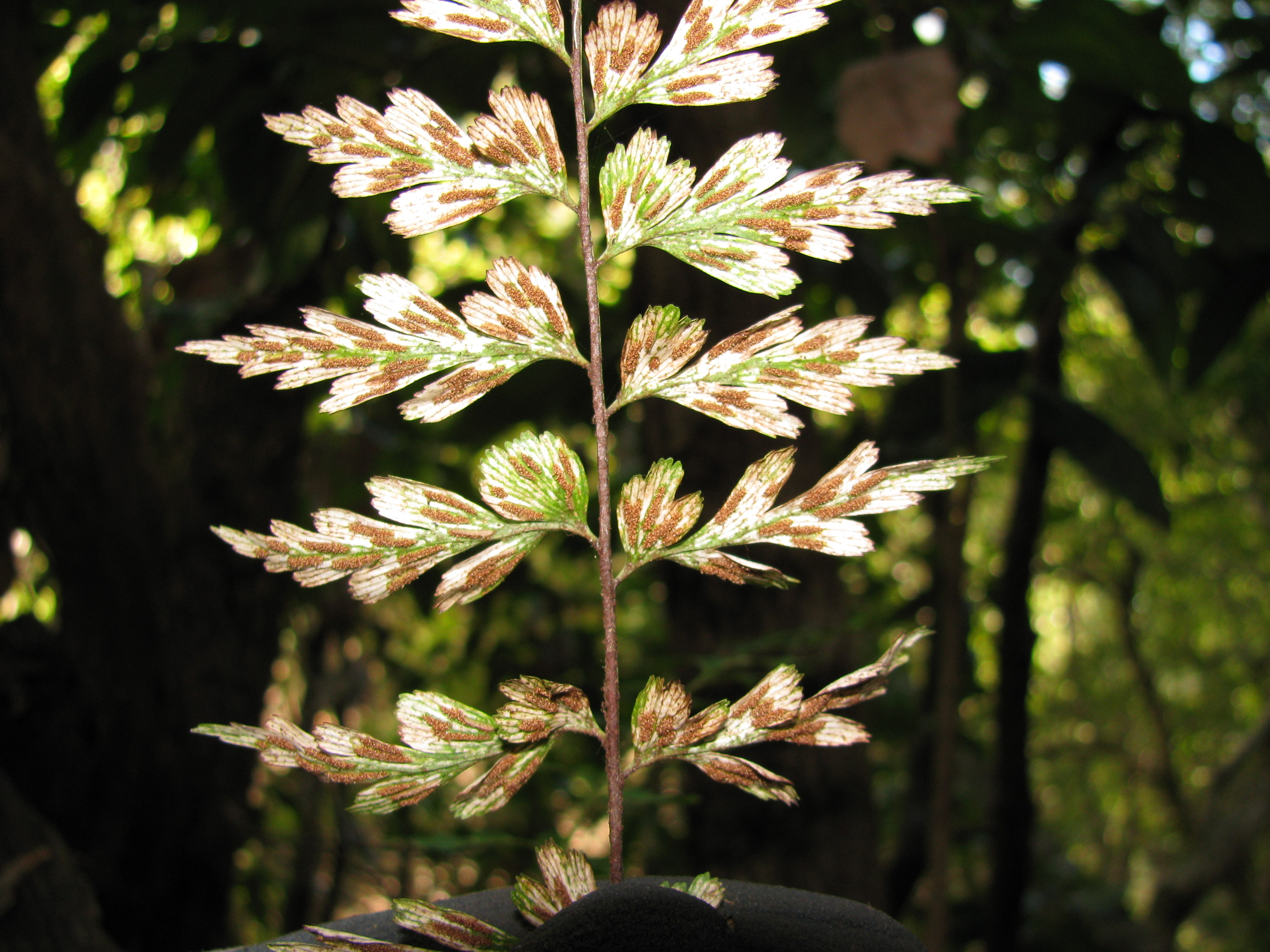
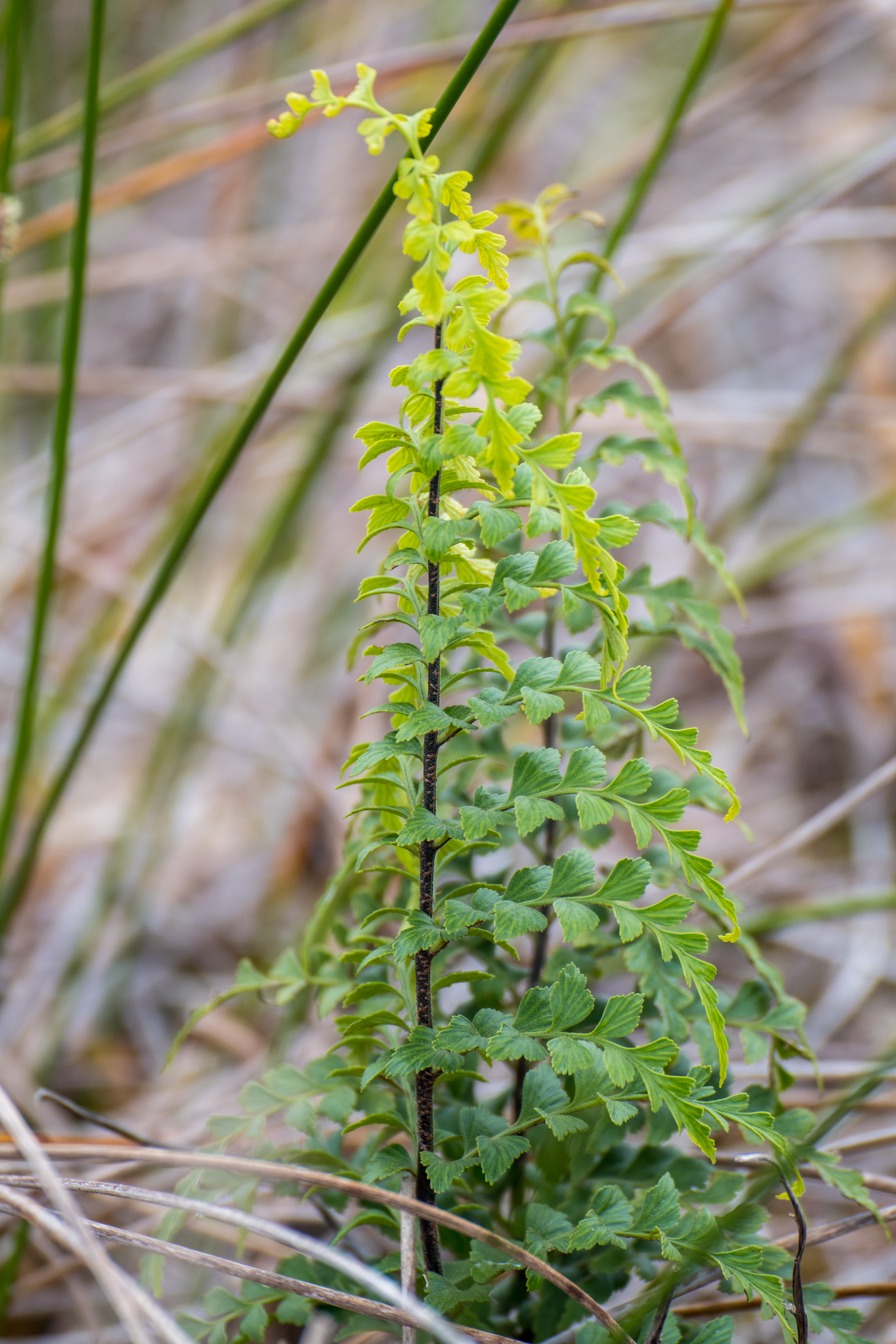
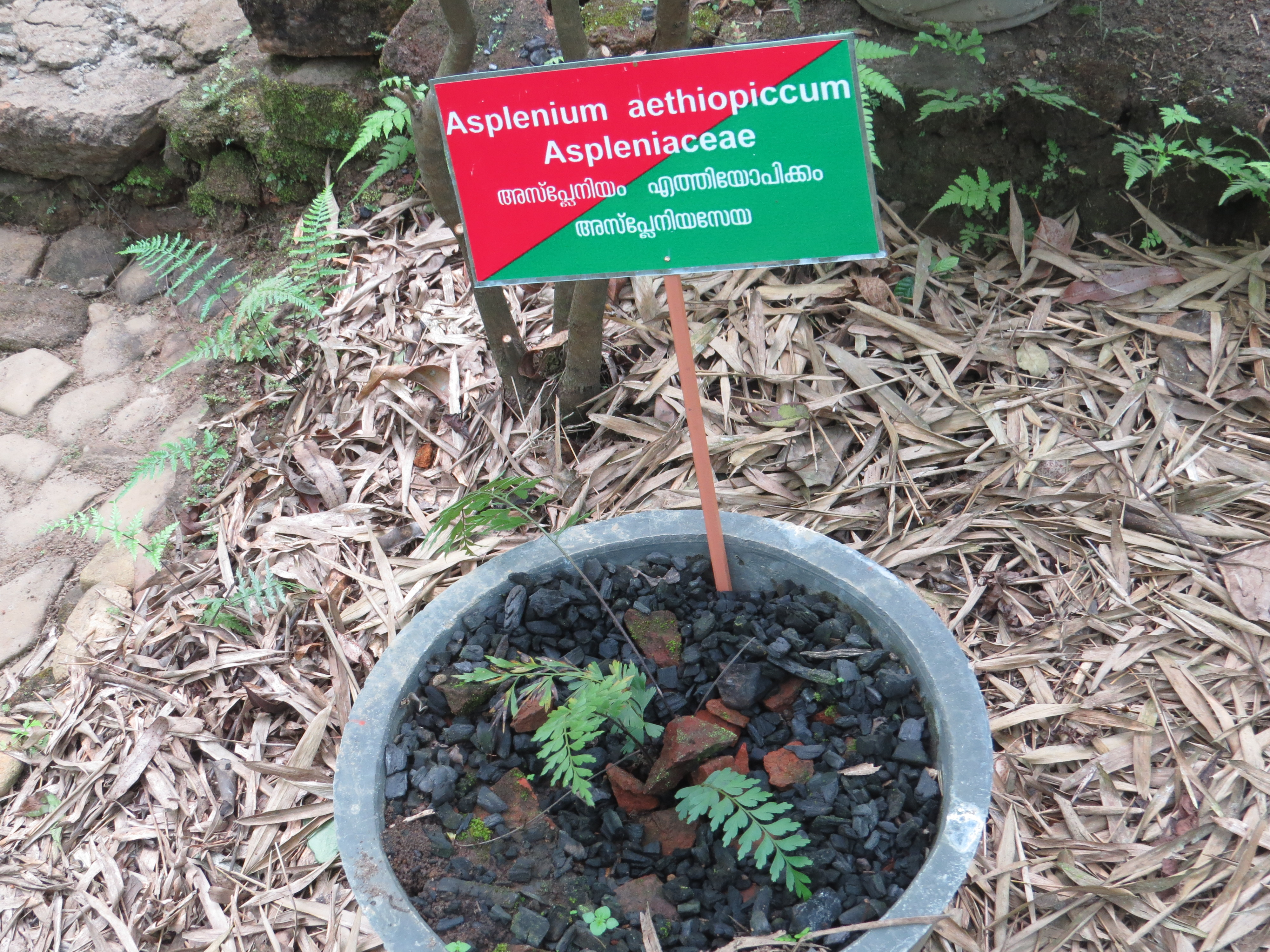
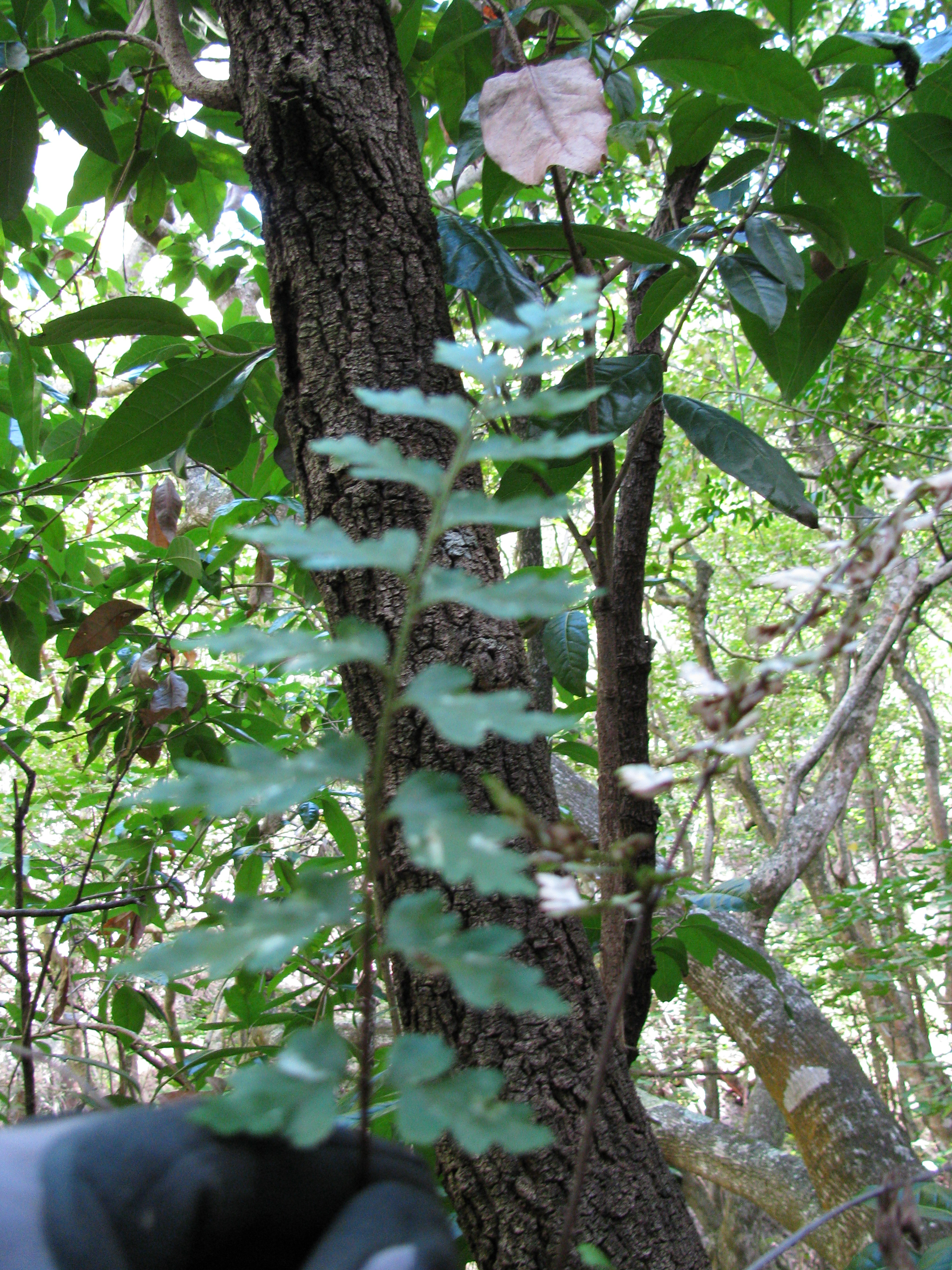
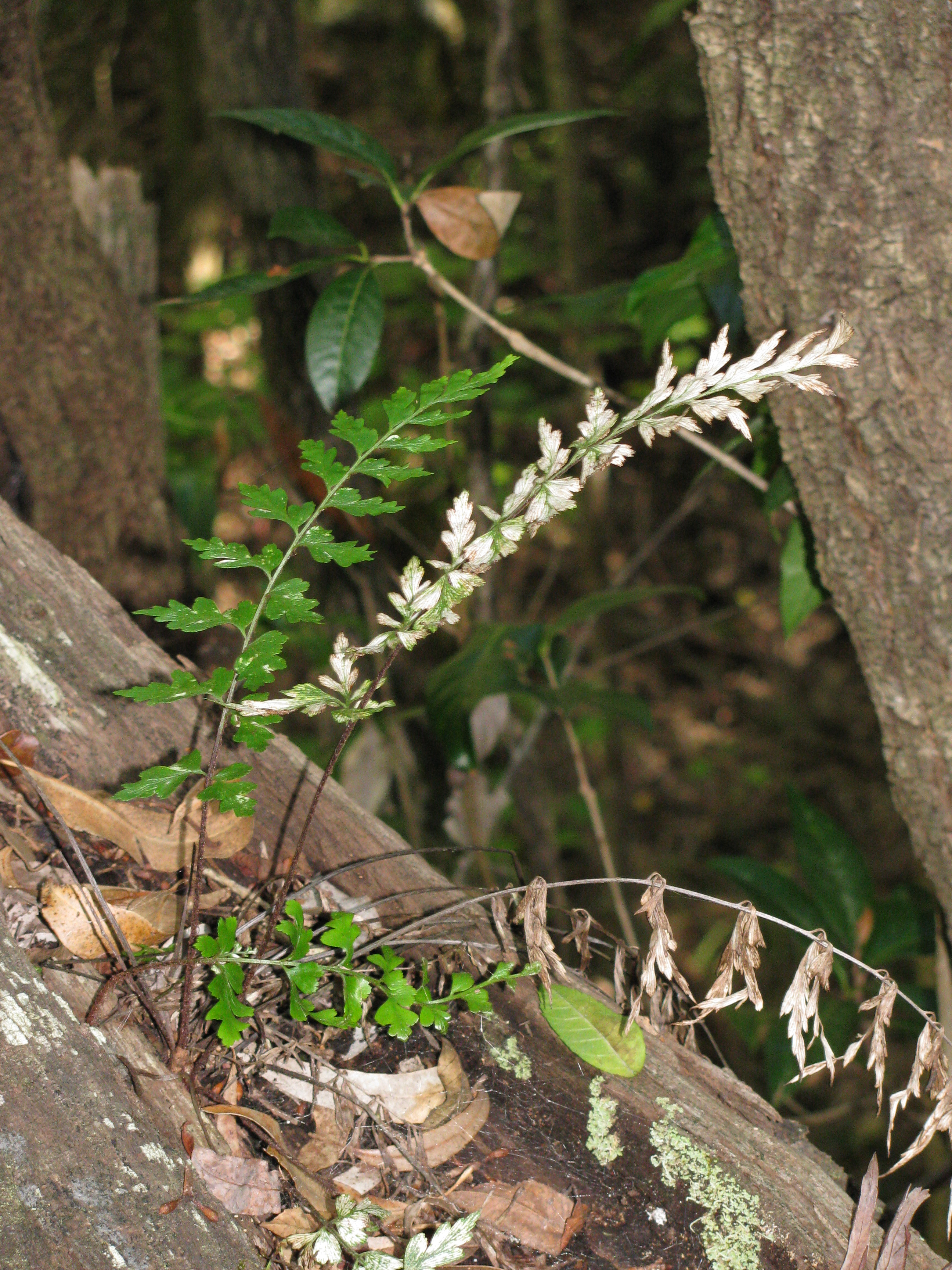
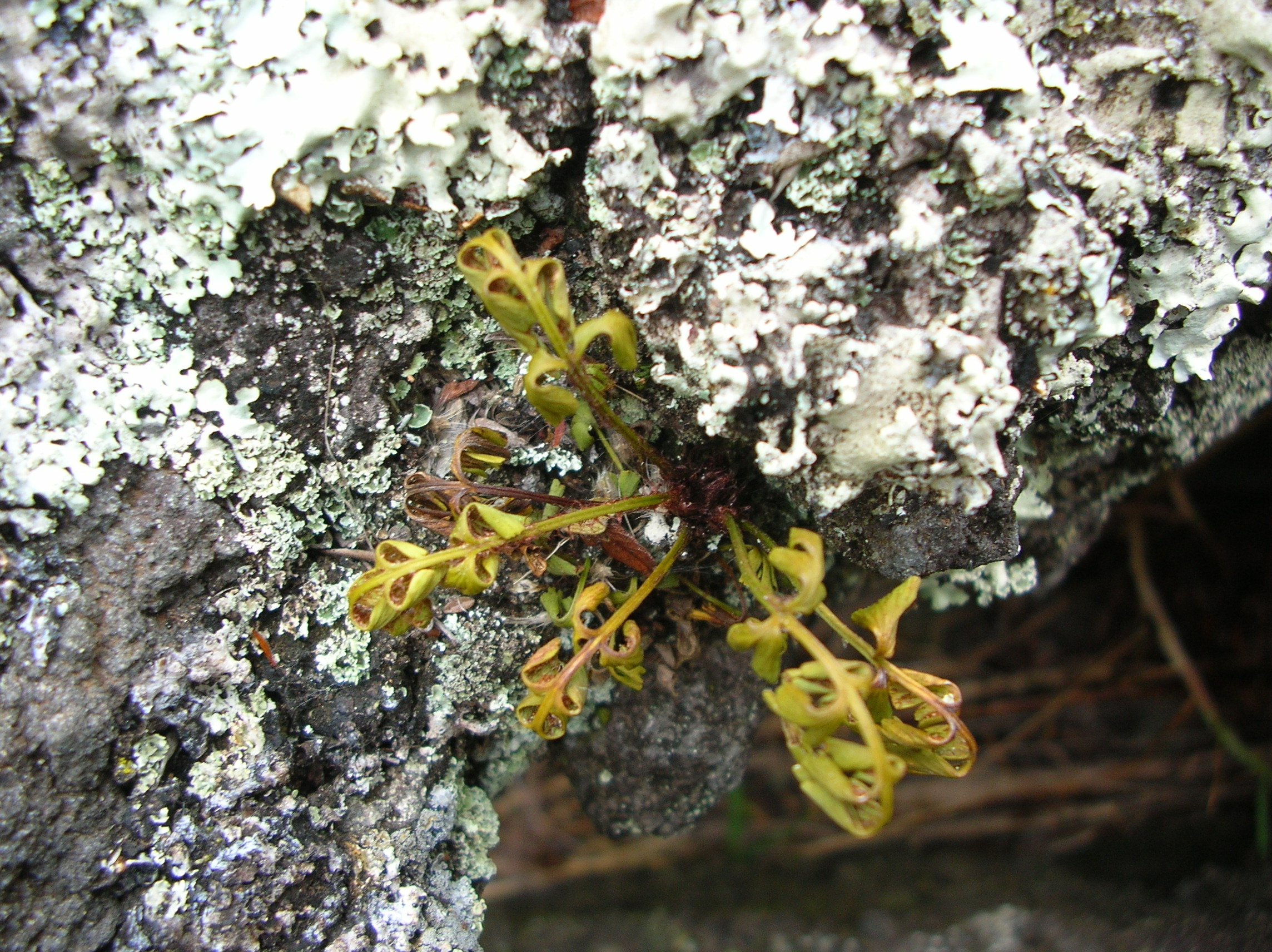